# Le cose da difendere
Le cose da difendere (magyarul: „A megóvandó dolgok”) Nek olasz énekes hetedik albuma, ami 2002 májusában jelent meg. A lemezen hallható a Sei solo tu című dal, amit Laura Pausinivel énekel. A második kislemez a Cielo e terra című dal lett.

## Dalok
1. Le cose da difendere (A megóvandó dolgok)
2. Sei solo tu (duett Laura Pausinivel)  (Csak te vagy)
3. Parliamo al singolare (Egyes számban beszélünk)
4. Quando non ci sei (Amikor nem vagy itt)
5. Fatti amare (Szerettesd meg magad)
6. Cielo e terra (Ég és föld)
7. Tutto di te (Mindent rólad)
8. Labirinto (Labirintus)
9. La mia natura (A természetem)
10. Di conseguenza (Ennek megfelelően)
11. Cielo e terra (duett Dante Thomasszal)